# Folie-Ô-Skop
 (novembre 2022).
Si vous disposez d'ouvrages ou d'articles de référence ou si vous connaissez des sites web de qualité traitant du thème abordé ici, merci de compléter l'article en donnant les références utiles à sa vérifiabilité et en les liant à la section « Notes et références ».
Folie-Ô-Skop était un festival de courts-métrages d'animation qui se tenait annuellement à Rouyn-Noranda dans la province de Québec au Canada. L'édition 2010 fut la dernière.

## Historique
Le festival fut créé en 2006 par deux finissantes (Marie-Claude Lavallée et Marie-Pierre Marcouiller) de la cohorte de la majeure en création multimédia interactif de l’Université du Québec en Abitibi-Témiscamingue (UQAT).

## Événements

### Ateliers pour les élèves du primaire
Des ateliers étaient offerts dans les écoles primaires de la Commission scolaire de Rouyn-Noranda. Des professionnels du cinéma d’animation rencontraient les enfants pour leur apprendre les bases de l’animation traditionnelle, pour leur donner une nouvelle vision des films d’animation qu’ils ont l’habitude de voir. Les enfants pouvaient expérimenter le cinéma d’animation par de simples exercices, comme celui du thaumatrope, du flipbook, de l’animation de sable ou de couscous sur table lumineuse, de pixilation, etc.
Ces ateliers permettaient aux enfants de développer leur créativité et de laisser aller leur imagination.

### Projections pour les plus grands
Folie-Ô-Skop offrait deux soirées de projections de courts-métrages d’animation au Cabaret de la Dernière Chance, à Rouyn-Noranda. Des films de partout au Québec et même en provenance d’ailleurs dans le monde étaient présentés.

### Matinée de projection / Midi de projection
Comme nouveauté en 2008, Folie-Ô-Skop a offert deux nouvelles séances de projection : une matinée de projection pour la famille au Cinéma Paramount de Rouyn-Noranda ainsi qu'un midi de projection à l’école secondaire d’Iberville.

## Lauréats

### Prix du jury
| Année | Film              | Réalisateur(s)                      | Pays             |  |
| ----- | ----------------- | ----------------------------------- | ---------------- |  |
| 2006  | Monsieur Chouchou | Mélissa Tremblay                    | Québec, Canada   |  |
| 2007  | Scène primitive   | Daniel Faubert                      | Montréal, Canada |  |
| 2008  | Switch            | Jean-Julien Pous & Pierre Prinzbach | France           |  |
| 2009  | Les anges déchets | Pierre M. Trudeau                   | Montréal, Canada |  |

### Prix du public
| Année | Film                 | Réalisateur(s)                             | Pays               |  |
| ----- | -------------------- | ------------------------------------------ | ------------------ |  |
| 2006  | Monsieur Chouchou    | Mélissa Tremblay                           | Canada             |  |
| 2007  | Matière              | Boran Richard                              | Chicoutimi, Canada |  |
| 2008  | Le Café              | Stéphanie Marguerite & Émilie Tarascou     | France             |  |
| 2009  | Théorème & Pythagore | David Baril, Simon Beaupré et Rémi Garneau | Québec, Canada     |  |

### Prix de la relève
| Année | Film         | Réalisateur(s)         | Pays             |  |
| ----- | ------------ | ---------------------- | ---------------- |  |
| 2009  | Remue-Ménage | Julie Bernier Gosselin | Montréal, Canada |  |

## Équipe

### Organisation
- Marie-Pierre Marcouiller, coordonnatrice[1]
- Benoît Côté, directeur technique[7]
- Jean Chouinard, directeur artistique - graphiste[8]

### Animateurs d'ateliers
- Élise Massy (2006, 2007)[9]
- Félix Charest (2006)
- Jean-Simon Lemieux (2008)[7]
- Isabelle Dionne (2008, 2009)[7]